# Костароса (Ђенова)
Костароса је насеље у Италији у округу Ђенова, региону Лигурија.
Према процени из 2011. у насељу је живело 28 становника. Насеље се налази на надморској висини од 219 м.